# زیردریایی یو-۹۸۴
زیردریایی یو-۹۸۴ (به انگلیسی: German submarine U-984) یک زیردریایی است که طول آن ۶۷٫۱ متر (۲۲۰ فوت ۲ اینچ) می‌باشد. این زیردریایی در سال ۱۹۴۳ ساخته شد.